# Cytinus hypocistis subsp. macranthus
Cytinus hypocistis subsp. macranthus é uma subespécie de planta com flor pertencente à família Rafflesiaceae. 
A autoridade científica da subespécie é Wettst., tendo sido publicada em Berichte der Deutschen Botanischen Gesellschaft 35: 95. 1917.
Os seus nomes comuns são amareladas, buxigas, coalhadas ou pútegas-de-escamas-largas.

## Portugal
Trata-se de uma subespécie presente no território português, nomeadamente em Portugal Continental.
Em termos de naturalidade é nativa da região atrás indicada.

## Protecção
Não se encontra protegida por legislação portuguesa ou da Comunidade Europeia.